# タスクマスター (キャラクター)
 タスクマスター（Taskmaster）または、アンソニー・"トニー"・マスターズ（Anthony "Tony" Masters）は、 マーベル・コミックが出版するアメリカン・コミックスに登場するキャラクターである。
長期記憶と短期記憶、他者のあらゆる戦闘スタイルを模倣できる写真反射神経を備えている彼は、キャプテン・アメリカ、アントマン（2代目）、スパイダーマンなどのヒーローたちの敵として描写されてきた。彼は多くの犯罪組織に訓練教官として雇われた傭兵にして、フィネスの実の父である。

## 発行履歴
タスクマスターは、デイビッド・ミッチェリーニとジョージ・ペレスによって創造され、1980年5月の『アベンジャーズ』第195号でデビューし、次号の『アベンジャーズ』196号で本格的に登場した。
2002年、タスクマスターは、彼自身の限定シリーズ『タスクマスター』第1〜4号に登場し、続いて2002〜2003年の『エージェントX』第1〜15号と2008〜2009年の『アベンジャーズ：イニシアチブ』第8〜19号で脇役を務めた。その後2009〜2010年、『ダークレイン』ストーリーラインの間である『シージ』第20〜35号の中心キャラクターとして登場した。2010年には、『Age of Heroes』第3号において、タスクマスターの2番目の限定シリーズ『タスクマスター』Vol.2第1〜4号を提供され、2011年にはグラフィックノベル『タスクマスター:失われた過去』が出版された。
2012〜2015年の『マーベル・ナウ！』では、タスクマスターは“シークレットアベンジャーズ”に新メンバーとして加わった。

## キャラクター経歴
タスクマスターは、ニューヨーク市ブロンクス区で生まれたと言われる謎の人物で、目にした人物の物理的な動きを模倣することができ、彼は子どもの頃からこの能力を持っていたと主張する訓練教官兼非常勤の傭兵である。
トニー・マスターズは幼少期にテレビでカウボーイショーを視聴すると、ショーで披露されていた巧みなロープトリックを模倣し、高校時代にNFLの試合を観戦しただけでアメフトのクォーターバックになるなど、異常な模倣能力を発揮していた。精神科医からこの能力が「写真的反射神経」と呼ばれる写真記憶の一種であると説明されたマスターズは卒業後、彼はクライムファイターとしての道に進むこと一時的に検討したが、金儲けのためにプロの犯罪者になることを選んだ。
それからマスターズは、テレビニュース放送を視聴して多数のヒーローやヴィランの活動を観察するプログラムを開始し、彼らの戦闘技術を自らのものにすると、いくつかの窃盗行為を実行していった。だが、表立った犯罪活動に危険を感じ始めると、今度は盗んだ資金を使って、徹底した悪人を洗練された犯罪者に育成するセンターを設立することを決め、世界中の犯罪組織のサプライヤーになって大金を稼ぐという野望を抱くようになった。
マスターズは白とオレンジ色のマントとサンタ・ムエルテから得た着想による頭蓋骨の仮面というコスチュームに身を包んでタスクマスターという二つ名を取り、アメリカ各地にクライムアカデミーを開いて多くの凶悪犯を訓練し始めた。ソロモン研究所のパーネル・ソロモンのクローンを巡る“アベンジャーズ”との戦いではハンク・ピム/イエロージャケット、ジャネット・ヴァン・ダイン/ワスプ、およびスコット・ラング/アントマンを捕獲し、マンハッタンに設立した新しいトレーニングアカデミーではピーター・パーカー/スパイダーマンやアントマンと戦い、後に移動基地としてサーカスを使用するようになると、そこでクリント・バートン/ホークアイやアントマンと戦い、ブラック・アボットの子分の訓練に臨むと、スパイダーマンとノマドと戦うなど、数多くのヒーローたちとの連戦を繰り広げた。
タスクマスターはアカデミーのフロントとしてサーカスを何ヶ月もかけて拡大させたが、オハイオ州の小さな町に滞在中、ベン・グリム/シングとヴァンス・アストロの協力を得た政府のエージェントに活動を妨害され、ついにシークレットサービスのエージェントに身柄を拘束・拘留された。だが“超人活動委員会”の根回しによって、ジョン・ウォーカーに“キャプテン・アメリカ”としての訓練を施すことで判決を何年も取り除く契約を結ばれ、タスクマスターはウォーカーの訓練に成功した後、委員会の拘置所から脱出するように手配された。
タスクマスターはブロック・ラムロウ/クロスボーンズやダニエル・レイトン/カットスロート、ハウプトマン・ドイチュラント、レイチェル・レイトン/ダイアモンドバック、スパイマスター、ジェシカ・ドリュー/スパイダーウーマン、そしてアレックス・ハイデン/エージェントXまで、多くのヴィランを養成し、ブランシュ・シッツンスキー/アナコンダをインストラクターとして雇った。その傍らで、知性を減らす薬を飲ませた弟子のグループを定期的にレッドスカルの下に送って彼に従事させた後に処分させてもいた。
別の機会に、タスクマスターは、宗教団体“トゥライユーン・アンダースタンディング”の施設への攻撃に雇われ、自らはキャプテン・アメリカを装ってキャロル・ダンバース/ウォーバード、アントマン、シルバークロー、ジェニス・ベル/キャプテン・マーベルに連絡し、応援要請した。しかしヒーローたちに策略を見破られて敗北し、撤退を余儀なくされた。
タスクマスターは、多くのヴィランや凶悪犯を訓練し続け、その傍らで傭兵稼業にも打ち込んだが、アメリカ全土の彼のアカデミーをアベンジャーズに閉鎖された。傭兵としてのミッションでは、彼が想いを寄せるサンディ・ブランデンベルグの要請で“エージェンシーX”に参加し、マーク・スペクター/ムーンナイトを殺すと契約した。しかし、優れた戦闘能力にもかかわらず、タスクマスターは敗北し、生命は奪われずに済んだが、仮面の一部を切り取られた。
また、訓練した3人の子分のティモシー・カールスキン/デスシールド、ジョー・エンバーリン/ジャッジド・ボウ、マイケル・ビンガム/ブラッド・スパイダーを率いて、ピーター・パーカー/スパイダーマンと対決したこともあったが、子分共々敗北し、離脱した。
“シビル・ウォー”が勃発すると、タスクマスターは政府に雇われ、”サンダーボルツ”に登録されて“シークレットアベンジャーズ”を倒すための一時的な恩赦を与えられた。ニューヨークでシークレットアベンジャーズとの戦いに突入すると、スーザン・"スー"・ストーム/インビジブル・ウーマンを殺そうとしたが、彼女を庇ったリード・リチャーズ/ミスター・ファンタスティックを負傷させたことで、激怒したスーによるテレキネティックフィールドで彼を押し潰されてしまい、意識不明となった。彼はサンダーボルツのユリコ・オーヤマ/レディ・デスストライクなどのメンバーと共に“ネガティブ・ゾーン”に送られたが、ウェイド・ウィルソン/デッドプールによって解放された。

## 能力・弱点・装備
タスクマスターは、親衛隊大尉ホルスト・ゴルシュトのコルチゾールのプライマーを自分自身に投与したことで知識を吸収する自然な能力が高まった。これにより、ピークレベルの人間の物理的な動きを即座に複製することができる。タスクマスターは、自動車を持ち上げるような物理的なパワーまでは複製できないが、“写真的反射神経”や早送りビデオの視聴によって武道（キャプテン・アメリカ、エレクトラ、アイアン・フィスト、シャン・チー）、剣術（ブラックナイト、シルバー・サムライ、ソーズマン）、射手（ホークアイ、ブルズアイ）、さまざまな投射武器を駆使するブラックパンサー、デアデビル、スパイダーマンなど、さまざまな超人の戦法に熟練し、それら全てを披露できる。相手の攻撃を予測することもできるが、デッドプールなど一部の敵にはこの力が通用しない。ほかにも彼は、声帯を操作して他人の声の模倣や、呼吸と心拍数を遅くして身体の仮死状態への変化、空気なしで長期間生き残ることが可能な瞑想技術にも熟練しており、CIAのエージェントやモサドの工作員から法医学を学んだとも主張している。

### 弱点
ほぼ超人的なスピードで他者の動きを習得できる反面、これが自らの身体に激しい負担をかけ、短期間しか行使できない。また、投与したプライマーには重度の宣言的記憶喪失を引き起こす副作用があり、知識と能力を得るにつれて、個人的な記憶や経験を失う難点がある。またタスクマスターはかつて水恐怖症を持ったが、後に克服した。

### 武装・ツール
タスクマスターは多くの武器を駆使する。彼は最も一般的に長剣とキャプテン・アメリカの盾のレプリカ、弓矢を主に使用するが、デアデビルの“ビリークラブ”のレプリカ、投げ縄、ヌンチャク、ダーツ、さまざまな銃器も持っている。さらにさまざまな形態の武器を作成するデバイスや、誰にでも変装できるイメージ誘導プロジェクターを常に携帯している。

## その他のバージョン

### エイジ・オブ・ウルトロン
『エイジ・オブ・ウルトロン』におけるタスクマスターは、シカゴのブラックパンサーとレッドハルクと協力してウルトロンを捕獲する目的で登場。だが、ウルトロン・センチネルと逃げようとした際に、レッドハルクの手にかかり死亡した。

### Avataars: Covenant of the Shield
マーベル・ユニバースがファンタジー設定で再想像された2000年の『Avataars: Covenant of the Shield』第1号においてのタスクマスターは、デスマスターという暗殺者として登場する。

### デッドプール・マックス
『マックス・コミックス』刊行の『デッドプール・マックス』では、デッドプールの母親である女性として登場。アメリカのスパイにして、潜在的なカルト指導者でもあることが明らかになった。

### ハウス・オブ・M
『ハウス・オブ・M』においては、“ブラザーフッド”のメンバーとして登場。ミュータントではないものの、超人を含む人間たちが二級市民として扱われていたことから、自身をミュータントとして擬装していたが、ルーク・ケイジに殴られて、人間であると露見した。

### JLA/Avengers
マーベル/DCの共同出版クロスオーバーシリーズの一部である2004年の『JLA/Avengers』第4号では、タスクマスターはクローナとの最後の戦いでブラックパンサー、ブラック・ウィドウ、ハントレスと対決するスーパーヴィランの一人として登場する。

### Marvel Universe Millennial Visions 2001
『Marvel Universe Millennial Visions 2001』のストーリーラインである『Thunderbolts: Give a Guy a Break』においてタスクマスターは、リングマスターによって催眠術をかけられ、“サンダーボルツ”のメンバーになることを余儀なくされたスーパーヴィランの一人として登場した。

### Marvel Universe vs. the Punisher
2010年9月の『Marvel Universe vs. the Punisher』第4号でのタスクマスターは、『エイジ・オブ・ウルトロン』と同様に、レッドハルクの手にかかり殺された。

### Ultraverse
タスクマスターは『Ultraverse』とも呼ばれるマリブコミックスのシリーズである、1995年の『Siren』第1〜3号、1996年の『Siren Special』第1号にサポートキャラクターとして登場した。

### アルティメット・マーベル
『アルティメット・マーベル』の『アルティメット・スパイダーマン』におけるタスクマスターは、フィリップ・ロクソンに雇われたアフリカ系アメリカ人の傭兵として登場。マイルズ・モラレス/スパイダーマン、ジェシカ・ドリュー/スパイダーウーマン、クローク&ダガー、ウェンディー・コンラッド /ボムシェルと対決した。

### ホワット・イフ？
1989年、『ホワット・イフ？』の 『What if... Steve Rogers had refused to give up being Captain America? (vol. 2)』第3号において、タスクマスターはスーパー・パトリオットとバッキーズを訓練した。

## MCU版
『マーベル・シネマティック・ユニバース』（MCU）では、アントニア・ドレイコフ / タスクマスター（Antonia Dreykov / Taskmaster）という女性のキャラクターとなり、オルガ・キュリレンコが演じる。日本語吹替は中村千絵が担当する。

### キャラクター像
“レッドルーム”の最優先任務にのみ出動し、常にヘルメットで素顔を隠している暗殺者。素顔をうかがえず、発声することも一切無いことから常に無機質な雰囲気を放ち、任務では街中を白昼堂々と装甲車で暴走することまであるほど、非常に不気味で残忍な刺客として活動する。その正体は、ナターシャ・ロマノフ/ブラック・ウィドウによるドレイコフ暗殺の際に爆破に巻き込まれて父親共々死亡したと思われていたドレイコフの一人娘のアントニアであり、爆破によって瀕死の重傷を負ったものの、ドレイコフのための実験台として、レッドルームで首の後ろにチップを埋め込まれて感情を抑制されるなどの改造・洗脳を施された組織最強の戦力と化していた。ドレイコフからは一度死んだという理由で愛娘としてではなく、“ウィドウズ”と同様に忠実な駒と扱われる。

### 能力
張り手だけでもナターシャを数メートル突き飛ばせるなど、基礎身体能力は超人然としており、後者の“フォトグラフィック・リフレックス”も併せて非常に高い戦闘能力を発揮する。
フォトグラフィック・リフレックス
観察するだけでどんな相手の動きをほぼ完全にコピーできる“写真的反射能力”。これによってナターシャだけでなく、キャプテン・アメリカ（初代）、ウィンター・ソルジャー、スパイダーマン、ブラックパンサーなどのヒーローたちの動作や体術を研究して自らのものにし、あらゆる武器やツールを正確に扱うことまでできる。

### 装備
アントニア/タスクマスターの武装一式。全体的にオレンジ色をアクセントに色づけられており、一部の武器にはタスクマスターのイニシャルである“T”を意識したオレンジ色のシンボルがデザインされている。
タスクマスター・スーツ
常時装着している戦闘服。フード付きインナースーツは灰色と紺色の中間色を基調とし、紺や銀色の各部のアーマーやバックパックにユーティリティ・ベルト、両腰と左大腿部側面のポーチ、右大腿部のハンドガン用ホルスター、指先にブラックパンサー・スーツのものを模倣した鋭利な鉤爪の伸縮機能を持つグローブ、後述のヘルメットの展開装置が搭載された右ガントレット、仕込み刃内蔵の左ガントレットで構成される。
ヘルメット
スーツと共に被る髑髏のようなデザインのヘルメット。大きめの黒いバイザーの上部には小型カメラが、内部にはHUDがそれぞれ搭載されており、内側のモニターには装着者の視点の方角やカメラが捉えた対象者の戦力評価や脅威度数をパーセンテージで表示し、相手の弱点と勝率及び成功確率などを装着者自身の動作と併せて予測・分析するなど“アイアンマン・アーマー マーク46”を彷彿とさせる機能が備わっている。
また、後部にはタスクマスター（アントニア）の首の後ろに埋め込まれたチップとの接続ソケットがあり、ここに専用の小型メモリを挿すことでドレイコフからの指令が彼女に伝達される。
手作業のみで脱ぐことはできないため、取り外しには前述のとおり、スーツの右ガントレットのボタンを押してその中から露出した展開装置を操作する必要がある。
盾
ガンメタリックカラーの円盾。具体的な素材は不明だが、銃撃に耐えられるほどの高い硬度を有しており、キャプテン・アメリカ（初代）と同様に防具としてだけでなく打撃・投擲武器としても行使される。タスクマスターはキャプテン・アメリカ（初代）の動きや技能を自らのものにしたことで、左腕でも攻撃に使うこと以外は彼の盾捌きと全くと言っていいほどの活用法を披露する。
またタスクマスターとはじめて対峙した際のナターシャも奪い取って使い、レッドルーム本部の決戦ではタスクマスターの手元を離れると、レッドルーム脱出時のアレクセイ・ショスタコフ/レッド・ガーディアンが持ち出し、機動隊員の撃退に投擲される。
片刃剣
スーツのバックパックに刃を収縮して携行する、白兵戦用の長剣。この長剣による戦法が誰かの技能を模倣したものなのか、タスクマスター独自の技能なのかは不明。ナターシャもタスクマスターとの最後の対峙の際に持ち構える。
リカーブボウ
折りたたみ式の弓。タスクマスターはブダペストでナターシャとエレーナ・ベロワを追跡した際に、弓を右手で引き絞ってホークアイのトリック・アローのような小型爆弾内蔵の鏃付きの矢を放ち、彼女たちが乗った自動車を爆風で反転させる。
キアッパ・ライノ 60DS
右大腿部のホルスターに挿して携行する銃器。メリーナ・ヴォストコフに変装してドレイコフに対峙し、正体を表したナターシャに持ち構えたが、ドレイコフに制止され、発砲せずに終わる。
タクティカルナイフ
右脹脛のアーマーに内蔵された白兵戦用の武器。アレクセイと対決した際に取り出し、ウィンター・ソルジャーのナイフ捌きの如く使用する。

### 描写
『ブラック・ウィドウ』
演 - オルガ・キュリレンコ（現代）、ライアン・キエラ・アームストロング（少女期）
本作でMCU初登場。
レッドルーム本部の自室で“アベンジャーズの内乱”での戦闘の映像を視聴・研究していたところに、ドレイコフからの出動命令を受けてノルウェーに向かい、“レッドダスト”を持っていたナターシャを急襲。レッドダストを巡って対決し、彼女をフィヨルドへ蹴り落とすが、レッドダストの奪取には失敗した。
それからブダペストでウィドウズと共同でナターシャとエレーナを追跡し、装甲車と弓矢を駆使して2人を地下鉄に追い込むが、撒かれる結果となった。
だが、メリーナの通報を受けて遂にナターシャたちを本部に連行。ドレイコフと対峙したナターシャに正体を表して驚かせると、ドレイコフの指示でメリーナたちの抹殺に向かい、立ちはだかったアレクセイを圧倒するも、メリーナの不意打ちを受けてウィドウの個室に一時閉じ込められた。そして本部が完全崩壊まで間もなくなるとナターシャに開放され、それでもなお彼女に襲いかかって、本部から落下しながら激しいぶつかり合いを繰り広げた。しかし、地上に降り立って最後の対決となった際に、ナターシャにレッドダストを浴びせられたことによって洗脳が解けて倒れ伏した。ナターシャからドレイコフの最期と現在の境遇に追い込んだことへの謝罪を聞くと意識を失い、駆けつけたウィドウズやエレーナたちに連れて行かれる形でナターシャと別れる。

『サンダーボルツ*』
ヴァレンティーナからの依頼でオックス社の施設に侵入するが、そこで同じく依頼を受けていたエレーナ、ジョン・ウォーカー / U.S.エージェント、エイヴァ・スター / ゴーストと鉢合わせになり取っ組み合いの末に頭部を撃ち抜かれ即死、遺体は焼却された。後に鉢合わせになった4人もヴァルの証拠隠滅の対象であったことがわかっている。

## その他のメディア

### テレビアニメ
- 『アルティメット・スパイダーマン』：クランシー・ブラウンが声をあて[39][40]、ノーマン・オズボーンと並ぶサンダーボルツの創設メンバーとして登場した。
- 『アベンジャーズ・アッセンブル』：クランシー・ブラウンが声をあてた[39]。

### アニメ映画
- 『アベンジャーズ コンフィデンシャル: ブラック・ウィドウ & パニッシャー』：“リヴァイアサン”のメンバーとしてカメオ出演した[41]。
- 『Iron Man and Captain America: Heroes United』：クランシー・ブラウンが声をあてた[39]。ヒドラを引き継ぎ、アイアンマンの技術で自身のアップグレードを企だてる。

### ビデオゲーム
- 『MARVEL VS. CAPCOM 3 Fate of Two Worlds』（以下：『MVC3』）・『Ultimate Marvel vs. Capcom 3』（以下：『UMVC3』）・『Marvel Heroes』：プレイヤーキャラクターとして登場し、スティーヴン・ブルームが声をあてた[42][42][39]。うち『MVC3』[43]と『UMVC3』では隠れキャラクターとして扱われている。
- 『Avengers Initiative』：キャプテン・アメリカのストーリーのラストボスとして登場し、スティーヴン・ブルームが声をあてた[44]。
- 『Marvel: Avengers Alliance』：ボスキャラクター兼隠れキャラクターとして登場[45]。
- 『LEGO マーベル スーパー・ヒーローズ ザ・ゲーム』・『Marvel: Avengers Alliance Tactics』：隠れキャラクターとして登場し、前者ではスティーヴン・ブルームが声をあてた[42][46]。
- 『Captain America: The Winter Soldier - The Official Game』：ボスキャラクターとして登場し、ロジャー・クレイグ・スミスが声をあてた[47]。
- 『Marvel Avengers Academy』：隠れキャラクターとして登場し、アダム・モントーヤが声をあてた[48]。
- 『Lego Marvel's Avengers』：隠れキャラクターとして登場[49]。
- 『Marvel's Spider-Man』：ボスキャラクターとして登場し[50]、原語版ではブライアン・ブルームが声をあて[39]、日本語吹替は間宮康弘が担当した。
- 『Marvel's Avengers』：最初のボスキャラクターとして登場し[51]、ウォルター・グレイ・Ⅳ世が声をあてた[39]。民間の傭兵グループを運営する元S.H.I.E.L.D.エージェントであり、さらに、“A.I.M.”によって作成されたタスクマスターのクローンがサイドミッションに登場する。
- 『Marvel: Future Fight』：シークレット・エンパイアの一員であるプレイヤーキャラクターとして登場[52]。
- 『Fortnite Battle Royale』：タスクマスターのコスチュームが購入可能な衣装として登場。

### フィギュア
- The Classic Marvel Figurine Collection
- Marvel Pop!
- Toy Biz
- ミニメイツ
- Marvel Super Hero Squad：デッドプールとセットで発売。
- Marvel Universe：デッドプールとセットで発売。
- Lego Marvel Super Heroes "Hulk Lab Smash" set.
- ハズブロ：『アルティメット・スパイダーマン』でのタスクマスターに基づくデザインでフィギュア化された。
- Marvel Legends Avengers: Infinity War
- Marvel Legends Black Widow：『MCU』におけるタスクマスターに基づくデザインでフィギュア化された。
- ねんどろいど - 『MCU』におけるタスクマスターに基づくデザインでフィギュア化された[53]。

### ミニチュアゲーム
- 『HeroClix』
- 『Marvel Crisis Protocol miniatures game』[54]